# Communauté de communes du Haut Vendômois
La communauté de communes du Haut Vendômois est une ancienne communauté de communes française, située dans le département de Loir-et-Cher.

## Géographie

### Composition
Elle est composée des communes suivantes :
1. Brévainville
2. Busloup
3. La Chapelle-Enchérie
4. Fréteval
5. Lignières
6. Lisle
7. Morée
8. Ouzouer-le-Doyen
9. Pezou
10. Renay
11. Saint-Hilaire-la-Gravelle
12. Saint-Jean-Froidmentel

## Historique
Au 1er janvier 2014, la Communauté de communes du Haut Vendômois est dissoute et, par fusion avec la Communauté de communes du Perche vendômois devient la Communauté de communes du Perche et Haut Vendômois

## Démographie
La communauté de communes du Haut Vendômois comptait 6 465 habitants (population légale INSEE) au 1er janvier 2007. La densité de population est de 30,9 hab./km2.

### Évolution démographique
| 1968  | 1975  | 1982  | 1990  | 1999  | 2007  | - | - | - |
| ----- | ----- | ----- | ----- | ----- | ----- | - | - | - |
| 5 824 | 5 581 | 5 757 | 5 607 | 5 814 | 6 465 | - | - | - |

## Politique communautaire

### Représentation

#### Présidents de la communauté de communes
| Période | Période  | Identité         | Étiquette | Qualité |
| ------- | -------- | ---------------- | --------- | ------- |
|         | en cours | Bernard Pillefer |           |         |

### Identité visuelle
|  | Logo de la Communauté de Communes |

## Pour approfondir

## Sources
- le splaf
- la base aspic